# Super Colossal
Super Colossal è l'undicesimo album di Joe Satriani, pubblicato nel 2006.

## Tracce
1. Super Colossal - 4:14
2. Just Like Lightnin' - 4:01
3. It's So Good - 4:14
4. Redshift Riders - 4:49
5. Ten Words - 3:28
6. A Cool New Way - 6:13
7. One Robot's Dream - 6:15
8. The Meaning of Love - 4:34
9. Made of Tears - 5:31
10. Theme for a Strange World - 4:39
11. Movin' On - 4:05
12. A Love Eternal - 3:33
13. Crowd Chant - 3:14

Tutti i brani sono di Joe Satriani.
Nota: il brano Crowd Chant era originariamente intitolato Party On The Enterprise e conteneva suoni tratti dallo show televisivo Star Trek. Per motivi legali Satriani ha successivamente dovuto eliminare questi inserti e ha rinominato il brano. I dettagli di questa vicenda sono raccontati dallo stesso Satriani attraverso il podcast dedicato all'album.
Il tema finale di "Crowd Chant" trae ispirazione dalla nota composizione "Pavane in FA diesis minore, Op. 50" di Gabriel Fauré.

## Formazione
- Joe Satriani - chitarra, basso, tastiere
- Jeff Campitelli - percussioni, batteria (eccetto le tracce 6, 7, 8, 9)
- Simon Phillips - batteria (tracce 6, 7, 8, 9)
- Eric Caudieux - editing e sound design